# Заря (Свердловский район)
Заря — деревня в Свердловском районе Орловской области. Входит в состав Богодуховского сельского поселения.

## География
Деревня расположена на берегу реки Никуличь. 
Уличная сеть представлена одним объектом: Садовая улица. 
Географическое положение: в 16 километрах от районного центра — посёлка городского типа Змиёвка, в 39 километрах от областного центра — города Орёл и в 340 километрах от столицы — Москвы.

## Население
| 2010 |
| ---- |
| 1    |